# Myrddin Wyllt

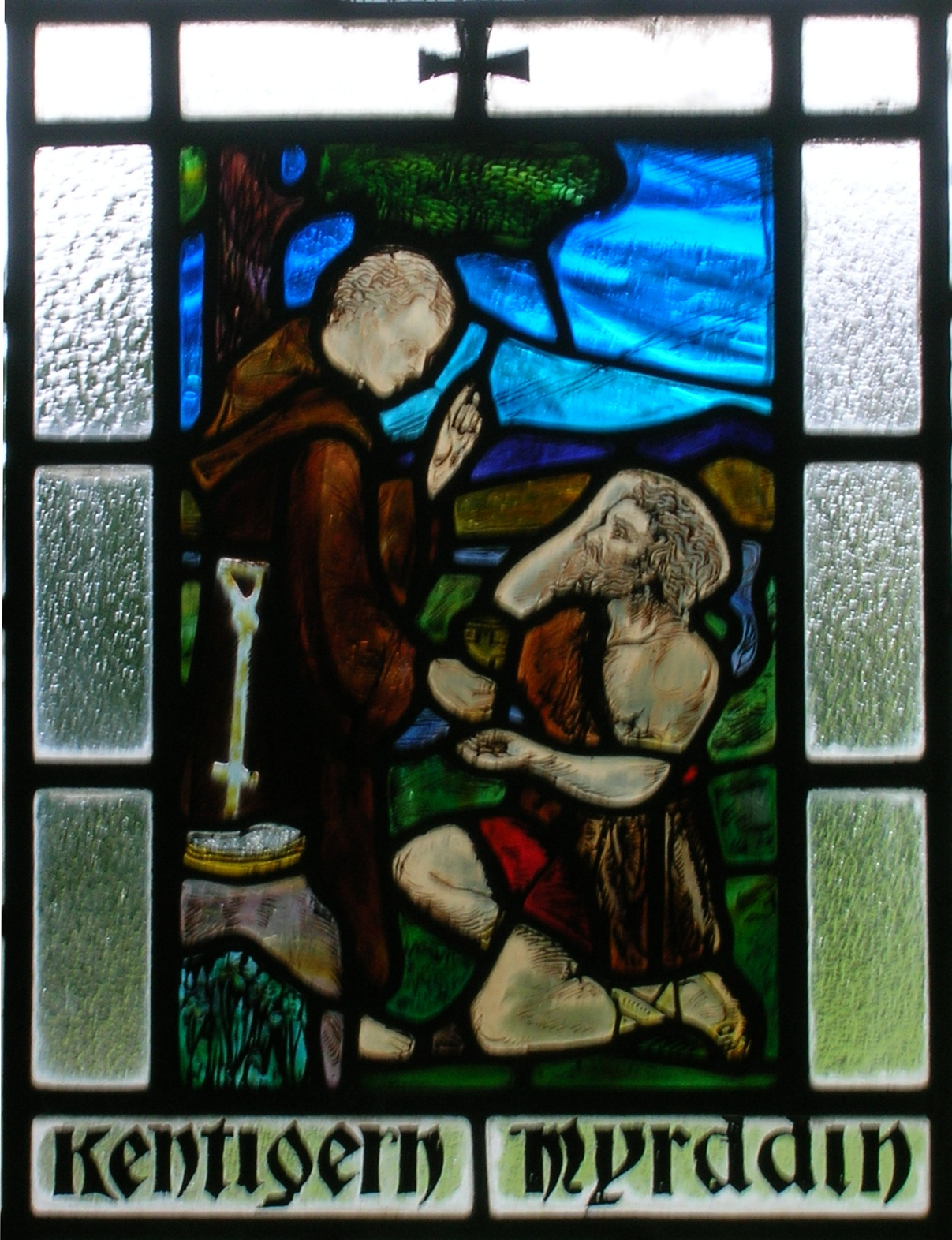
Vetrata di una chiesa scozzese a Peebles (Stobo Kirk), rappresentante il "Silvestre Merlino" e San Mungo.

Myrddin Wyllt (in inglese Merlin the Wild, lett. "Merlino il selvaggio"; in latino Merlinus Caledonensis, Merlin Sylvestris) è un personaggio semileggendario del Medioevo gallese, che appare col nome di Merlino nel libro di Goffredo di Monmouth: Vita Merlini. Appare completamente diverso dal Merlino delle altre opere di Monmouth, ovvero il Mago Merlino della tradizione arturiana, noto in gallese come Myrddin Emrys, e sembra corrispondere a un personaggio storico vissuto in Gran Bretagna nel VI secolo (da cui, forse, il Merlino arturiano è ispirato a livello storico).
Del personaggio di Myrddin Wyllt, Goffredo di Monmouth dice che era nato intorno al 540 e aveva una sorella gemella di nome Gwendydd. Impazzì dopo una battaglia avvenuta nel 573; si ritirò nei boschi a vivere con gli animali. Come il Merlino arturiano, Myrrdin aveva il dono della chiaroveggenza; aveva previsto che sarebbe morto cadendo e annegando. In effetti, morì impalato cadendo su una pertica di pescatori, con la testa sott'acqua (Vita Merlini). La sua tomba sarebbe vicino al fiume Tweed, nel villaggio di Drumelzier, vicino a Selkirk, ma non è stata rinvenuta alcuna prova archeologica in tal senso.

## Biografia leggendaria
Probabilmente nacque intorno all'anno 540, Myrddin Wyllt fu colpito dalla follia dopo la Battaglia di Arfderydd nel 573, e si rifugiò nelle foreste della Caledonia (in gallese Cylidd) per viverci da eremita, uguale al comportamento di un personaggio simile a lui, di nome Lailoken. Sua sorella gemella si chiama Gwendydd, Gwenddydd o Languoreth. Nella Vita Merlini, Guendoloena è il nome di sua moglie, mentre sua sorella si chiama Ganieda, ed è la moglie fedifraga del re Rhydderch Hael.

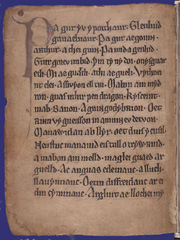
Il Libro nero di Camarthen, fonte della maggior parte dei miti riguardanti Myrddin Wyllt (metà XIII secolo).

## Il dialogo di Myrddin e Taliesin
Il suo nome è presente anche nel Dialogo di Myrddin e Taliesin (1050 circa; attualmente attribuito al cynfeirdd/bardo gallese), un testo poetico tratto dal Libro nero di Carmarthen, che dovrebbe aver scritto proprio Taliesin (incerto).
Aderyv. am keduyv a chaduan.
Oed llachar kyulawr kyulauan.
Oed yscuid o tryuruyd o tryuan.
Talyessin : Oed maelgun a uelun inimnan
Y teulu rac toryuulu ny thauant.
Myrtin : Rac deuur ineutur ytirran.
Rac errith. a gurrith y ar welugan.
Mein winev in diheu a dygan.
Moch guelher y niuer gan elgan.
Och oe leith maur a teith y deuthan.
Taliessin : Rys undant oet rychvant y tarian.
Hid attad y daeht rad kyulaun.
Llas kyndur tra messur y kuynan.
Llas helon o dinon tra uuan. Tryuir. nod maur eu clod. gan. elgan.
Myrtin : Truy athrui. ruy. a ruy. y doethan.
Trav athrau imdoeth bran amelgan.
Llat dinel oe dinet. kyulauan
Ab erbin ae uerin a wnaethan.
Taliessin : Llu maelgun bu yscun y doethan.
Aer wir kad trybelidiad. guaedlan.
Neu gueith arywderit pan
Vit y deunit. o hid y wuchit y darperan.
Myrtin : Llyavs peleidrad guaedlad guadlan.
Llyaus aerwir bryv breuaul vidan.
Llyaus ban brivher. llyaus ban foher.
Llyaus ev hymchuel in eu hymvan.
Taliessin : Seith meib eliffer. Seith guir ban brouher.
Seith guaew ny ochel in eu seithran.
Myrtin : Seith tan. vuelin. Seith kad kyuerbin.
Seithued kinvelin y pop kinhuan.
Taliessin : Seith guaew gowanon. Seith loneid awon.
O guaed kinreinon y dylanuan.
Myrtin : Sieth ugein haelon. a aethan ygwllon.
Yg coed keliton. y. daruuan.
Can ys mi myrtin guydi. taliessin.
Cedfyl e Cadfan sono caduti!
Il massacro è stato terribile,
Scudi rotti e insanguinati.
Taliesin: Ho visto Maelgwn combattere -
Il suo corteo di guerra lo rallegrava.
Myrddin: Davanti a due uomini si radunano,
Davanti a Erith e Gwrith su pallidi cavalli.
Le montature marrone chiaro sono sicuramente arrivate.
Presto arriverà l'ospite con Elgan [cugino di Vortiporius secondo il signor Jarman].
Ahimè per la sua morte, dopo un viaggio così lungo.
Taliesin: Rhys dai denti spezzati, il suo scudo di tale grandezza -
A te è arrivata la benedizione della battaglia.
Cyndur cadde e, deplorevole oltre misura,
Uomini di grande nobiltà furono uccisi.
Tre uomini illustri, molto stimati da Elgan.
Myrddin: Ancora e ancora, uno dopo l'altro vennero,
Da lì è nata la mia paura per Elgan.
Uccidi Dyvel nella loro battaglia finale,
Il figlio di Erbin, con tutti i suoi uomini, l'hanno fatto.
Taliesin: Arrivarono rapidamente gli uomini di Maelgwn,
guerrieri pronti al combattimento, fiammeggianti del campo di battaglia.
Per questa battaglia, ad Arderydd, hanno coltivato
tutta la vita in allenamento.
Myrddin: Una schiera di lance volerà in alto, sparando sangue.
Di un esercito di vigorosi guerrieri-
Un host in fuga; un ospite ferito-
Un maledetto esercito in ritirata.
Taliesin: I sette figli di Eliffer, sette eroi,
Non riesci a evitare sette lance dai loro sette squadroni.
Myrddin: Sette fuochi ardenti, sette difensori armati.
Il settimo, Cynelyn, ogni volta davanti al fronte.
Taliesin: Sette lance penetranti, sette fiumi di sangue
Di sette teste, cadute.
Myrddin: Centoquaranta principi, impazziti dalla battaglia,
Cadrà nella foresta di Celyddon.
Perché io, Myrddin, sono secondo solo a Taliesin,
Possano le mie parole essere ascoltate come la verità.»
(Taliesin dialoga col Merlino selvatico, nel Libro nero di Carmarthen)